# Laurie Bird
Laurie Bird (* 26. September 1953 auf Long Island, New York; † 15. Juni 1979 in New York City) war eine US-amerikanische Schauspielerin und Fotografin.
Bird war drei Jahre alt, als ihre Mutter starb. Da ihr Vater ganztägig arbeitete, lernte sie früh, auf eigenen Beinen zu stehen.
Ihrer Bekanntschaft mit Regisseur Monte Hellman verdankte sie eine Rolle in dessen Film Asphaltrennen (1971). Hellman sah sie erst als „Prototyp“ für die Filmfigur des Mädchens und nach erfolglosen Castings setzte er die unerfahrene Laurie Bird selbst ein. Es folgte eine weitere Rolle, neben anderen Darstellern aus Asphaltrennen, in Hellmans Film Cockfighter (1974), für den sie auch als Standfotografin eingesetzt wurde. Nach einer kleinen Rolle unter dem Namen Lauri Bird in Der Stadtneurotiker gab sie die Schauspielerei auf und widmete sich der Fotografie.
Im Juli 1975 lernte sie Art Garfunkel kennen. Die beiden wurden ein Paar. Auf dem Cover von Garfunkels Album Breakaway und teilweise auf der Rückseite von Scissors Cut ist Laurie Bird zu sehen. Das Cover von Watermark wurde von ihr fotografiert.
Am 15. Juni 1979 nahm sich Laurie Bird in Art Garfunkels Wohnung das Leben. Ihr Tod setzte Garfunkel stark zu.